# Correo Central (Buenos Aires)

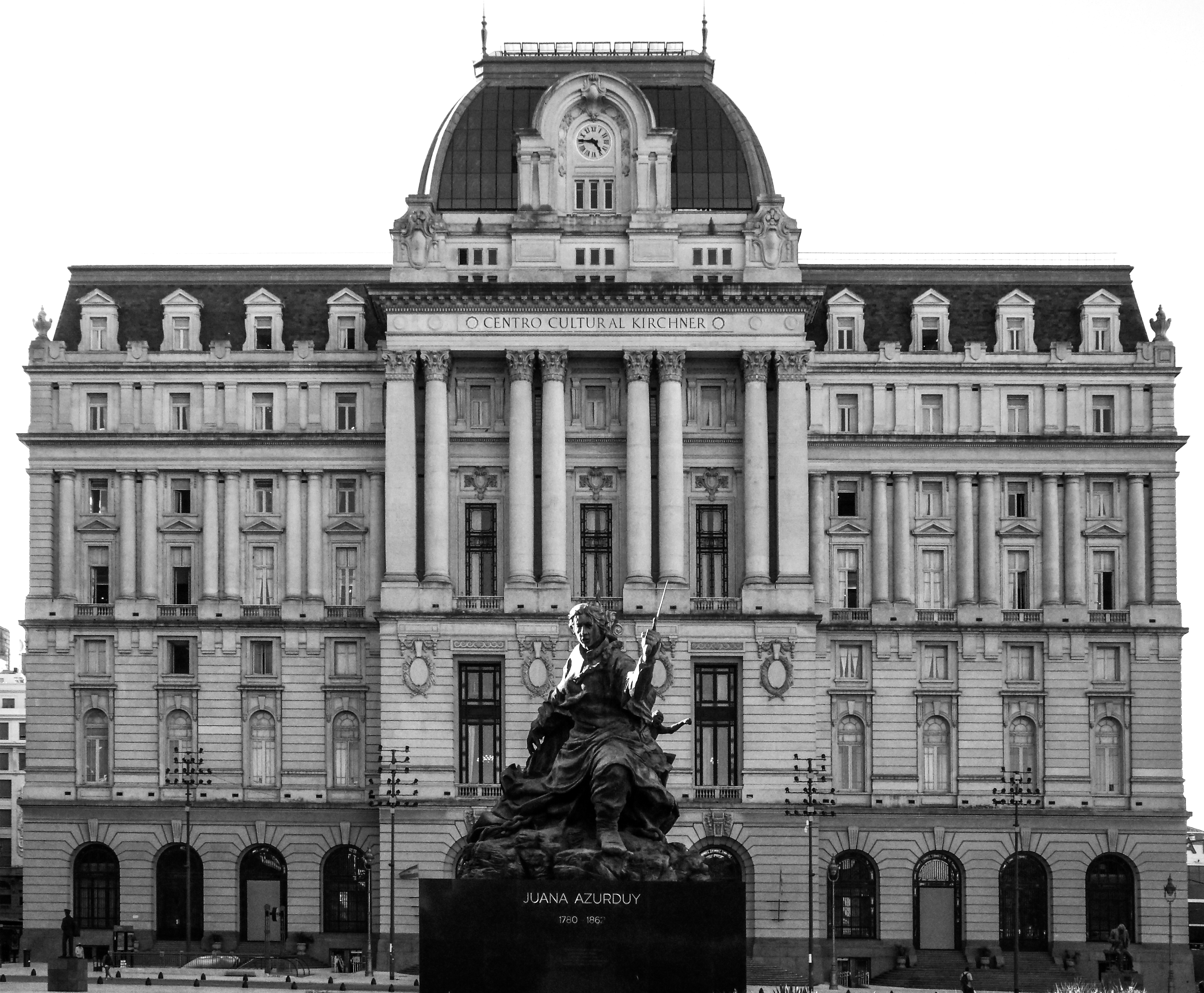
Antiguo Palacio de Correos y Telecomunicaciones, obra del arq. Maillart, ciudad de Buenos Aires, al frente el conjunto escultórico en honor a Juana Azurduy.

El Palacio de Correos y Telecomunicaciones de la Ciudad de Buenos Aires, también llamado Correo Central, es un edificio histórico de la ciudad y la sede actual del Palacio Libertad, Centro Cultural Domingo Faustino Sarmiento, el cual fue creado mediante la sanción de la Ley 26.794. Está ubicado en el barrio de San Nicolás. Es un exponente clásico de la arquitectura del academicismo francés. Fue el presidente Miguel Juárez Celman quien en 1888 aprobó el proyecto para su construcción. En principio fue diseñado por el arquitecto francés Norbert Maillart para ser sede del Correo Central de la Argentina pero en 1908 el proyecto fue reformulado para dar lugar a la inclusión de nuevos servicios y calles peatonales aéreas que luego no se realizaron.
El 28 de septiembre de 1928, después de varios contratiempos, el presidente Marcelo T. de Alvear inaugura el edificio, que difería en muchos aspectos del diseño original del arquitecto Maillart.
En 1997 fue declarado Monumento Histórico Nacional debido a su calidad arquitectónica, su importancia histórica y por las obras de arte que se hallan en su interior.
En el 2002 dejó de utilizarse como Correo Central, y en el 2005 el Gobierno Nacional resolvió convocar a licitación para convertirlo en un centro cultural como parte de las celebraciones del bicentenario de la Revolución de mayo de 1810. El 24 de mayo de 2010 fue puesta en marcha en el edificio la primera etapa del Centro Cultural del Bicentenario que en 2012 pasó a llamarse Centro Cultural Néstor Kirchner, para ser finalmente reinaugurado el 21 de mayo de 2015, con el nombre de Centro Cultural Kirchner.
El 10 de octubre de 2024, el gobierno de Javier Milei, mediante el Decreto de Necesidad y Urgencia (DNU) 897/2024, renombró al edificio como «Palacio Libertad, Centro Cultural Domingo Faustino Sarmiento».

## Historia

### Proyecto original

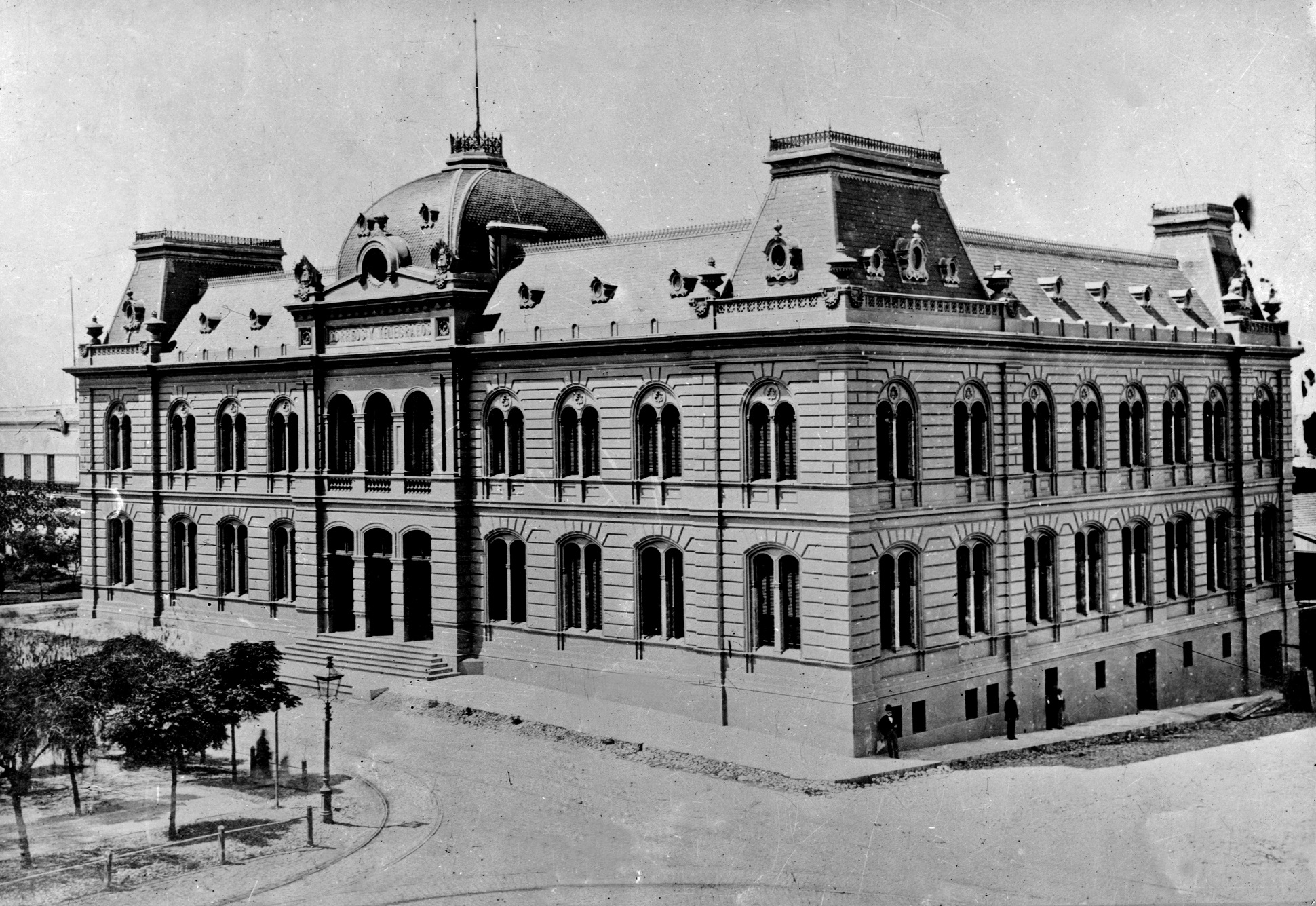
El antiguo edificio de Correos y Telégrafos (1879-1886) hoy es parte de la Casa Rosada.

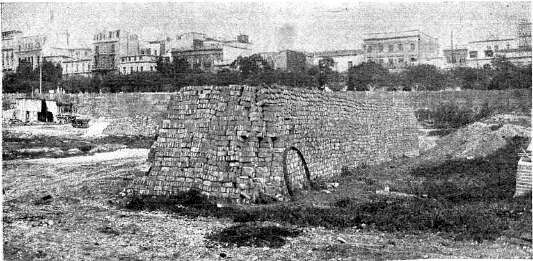
Comienzo de las obras, en 1888.

En 1888 el Dr. Ramón J. Cárcano, director de Correos de la Argentina, teniendo en cuenta el fuerte crecimiento de los servicios que brindaba la institución, planteó la necesidad de construir un edificio pensado específicamente para ser sede central del organismo. En ese entonces era presidente Miguel Juárez Celman y Buenos Aires era la flamante Capital Federal de la república. El estado buscaba demostrar su consolidación mediante grandiosas construcciones públicas de manera de exhibir el grado de solidez alcanzado por su sistema político y económico. La Dirección General de Arquitectura del Ministerio de Obras Públicas eligió al arquitecto francés Norbert-Auguste Maillart para poner en práctica el proyecto. Este realizó un diseño basado en el de la Central de Correos de Nueva York. Aprobado por el Poder Ejecutivo, Maillart comenzó su trabajo en 1889 en la manzana situada entre las actuales avenida Leandro N. Alem, avenida Corrientes y las calles Bouchard y Sarmiento. Dicho terreno fue cedido por la sociedad Las Catalinas, que mediante el relleno lo había ganado recientemente al Río de la Plata.
La primera interrupción del trabajo ocurrió en 1890 debido a la crisis económica y a la caída del presidente Juárez Celman.

### Modificaciones
Recién en 1905 el gobierno nacional autorizó una nueva partida de dinero para la terminación del edificio del Correo Central. Después de tantos años el proyecto de Maillart, que consistía en un edificio más chico que el actual y con entrada por la avenida Leandro N. Alem, resultaba ya algo obsoleto no solo debido a que la demanda del servicio era mayor, sino porque no resultaba apto para los últimos adelantos tecnológicos en el servicio postal. El director general de Correos y Telégrafos, Dr. Ernesto Bosch, planteó un nuevo programa de distribución para el edificio y en 1908 se contrató nuevamente a Maillart para la realización de un nuevo proyecto, que fue aprobado en abril de 1909.
Se proyectaba ahora hacer un edificio más grande y con entrada por la calle Sarmiento. Para facilitar el acceso a los clientes y evitarles tener que bajar la fuerte pendiente de la calle Sarmiento y de la avenida Corrientes que desembocaban en la avenida Leandro N. Alem, se planeó la construcción de puentes y de calles peatonales a alto nivel soportados por arcos y columnas que unirían el borde superior de la barranca (calle 25 de Mayo) con las entradas elevadas del edificio. Rampas de suave pendiente comunicarían a dichas calles con la avenida Leandro N. Alem, que sería reservada para la circulación vehicular. Algunos edificios del entorno, como el de la Bolsa de Comercio de Buenos Aires y el Edificio Calvet, también fueron construidos previendo estas calles que luego no fueron realizadas. La obra del edificio (no incluidas las calles ni los puentes) se adjudicó por licitación en noviembre de 1911.

### Versión final e inauguración
En ese año Maillart entró en desacuerdo con las autoridades y se retiró del proyecto. Entonces la dirección de la obra, por decisión de la Dirección Nacional de Arquitectura, quedó a cargo de su principal colaborador, el ruso Jacques Spolsky, que se había recibido de arquitecto en Francia y viajado a la Argentina por invitación del mismo Maillart. Entre varios edificios, Spolsky ya había realizado en el país el Palacio de Correos de Tucumán y el de la ciudad de Rosario. Moriría 15 meses antes de la inauguración del de Buenos Aires.
El proyecto original de Maillart tuvo entonces importantes modificaciones, entre ellas la introducción de un esqueleto metálico en reemplazo de los macizos de albañilería y sustitución de los entre pisos de bovedillas por otros de cemento armado. Debido a que el terreno había sido ganado al río mediante el relleno fue necesario hundir 2 882 pilotes de hormigón armado de 10 m promedio cada uno con una loza que reúne la cabecera de los mismos para asegurarse una cimentación adecuada a la naturaleza del lugar.
En 1916, un año después de que la empresa constructora transfiriera los contratos a la Compañía General de Obras Públicas, el poder Ejecutivo decidió suspender la construcción de los puentes y las calles a alto nivel mencionados debido a la mala situación económica y a la falta de materiales provocadas por la Primera Guerra Mundial. Esto tuvo como consecuencia un cambio en la disposición de los locales, oficinas y vestíbulos. Los ventanales, que hoy pueden verse en el segundo piso del lado de la calle Sarmiento, habían sido en realidad pensados en primera instancia como las entradas al edificio. Fue necesario entonces agregar entrepisos y demoler otros para convertir los locales secundarios del primer y segundo subsuelo en vestíbulos destinados a las entradas principales y a los grandes halls donde se instalaron ventanas. Para no modificar la arquitectura de los frentes se le agregó un basamento cuya altura alcanza la diferencia de nivel entre las calles 25 de Mayo y Av. Leandro N. Alem, es decir, el piso bajo y el primer entresuelo.

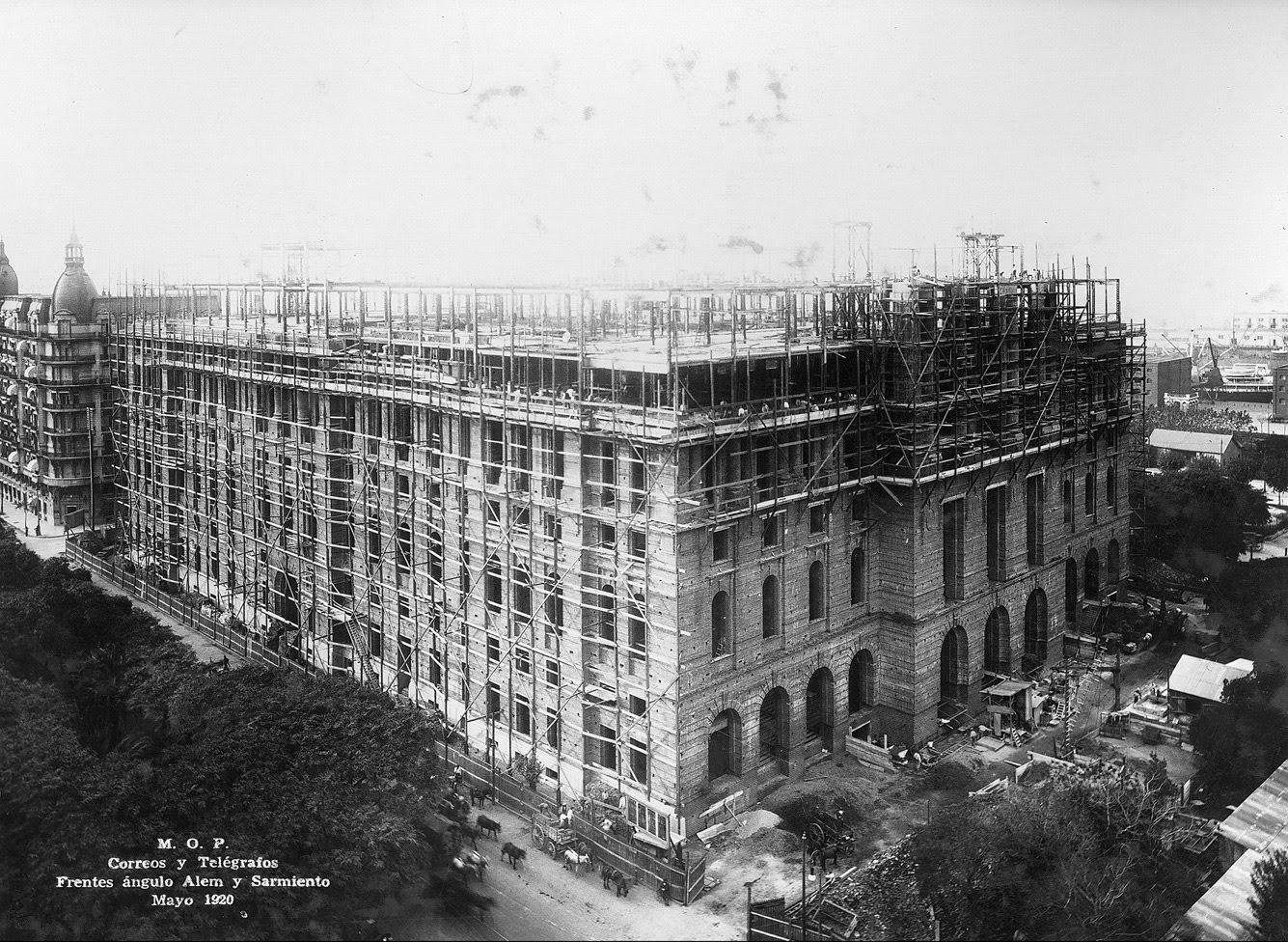
El palacio aún en construcción (mayo de 1920)

En 1923 se agotaron los fondos. Se sancionó una nueva ley para otorgarlos y se adjudicó el trabajo a una nueva empresa. El 28 de septiembre de 1928, dos semanas antes de que el presidente Marcelo Torcuato de Alvear terminara su mandato, se lo inauguró y se lo llamó «palacio» en el sentido neoclásico.
Durante los primeros mandatos del gobierno del presidente Juan Domingo Perón, tuvo sus oficinas en el cuarto piso del edificio la primera dama Eva Perón. Desde allí funcionó la fundación que lleva su nombre, y hoy en día se ubica en este lugar la Sala Eva Perón.
En 1997 fue declarado monumento histórico nacional por su calidad arquitectónica y su importancia histórica. En 2002, Correo Argentino dejó de prestar servicios operativos desde este edificio, mudando estas actividades a la nueva planta ubicada en Monte Grande y las administrativas al antiguo edificio de Molinos Río de la Plata, en la intersección de Paseo Colón e Independencia. La Secretaría de Comunicaciones de la Nación mantuvo sus oficinas en el Palacio de Correos.
Hasta el año 2009, solo la entrada principal por la calle Sarmiento siguió siendo utilizada como Oficina de Correos y venta de filatelia, mientras el resto del edificio quedó inactivo, en parte como consecuencia del desarrollo de las nuevas formas de comunicación que superaron al correo postal.

### Centro Cultural Presidente Domingo Faustino Sarmiento

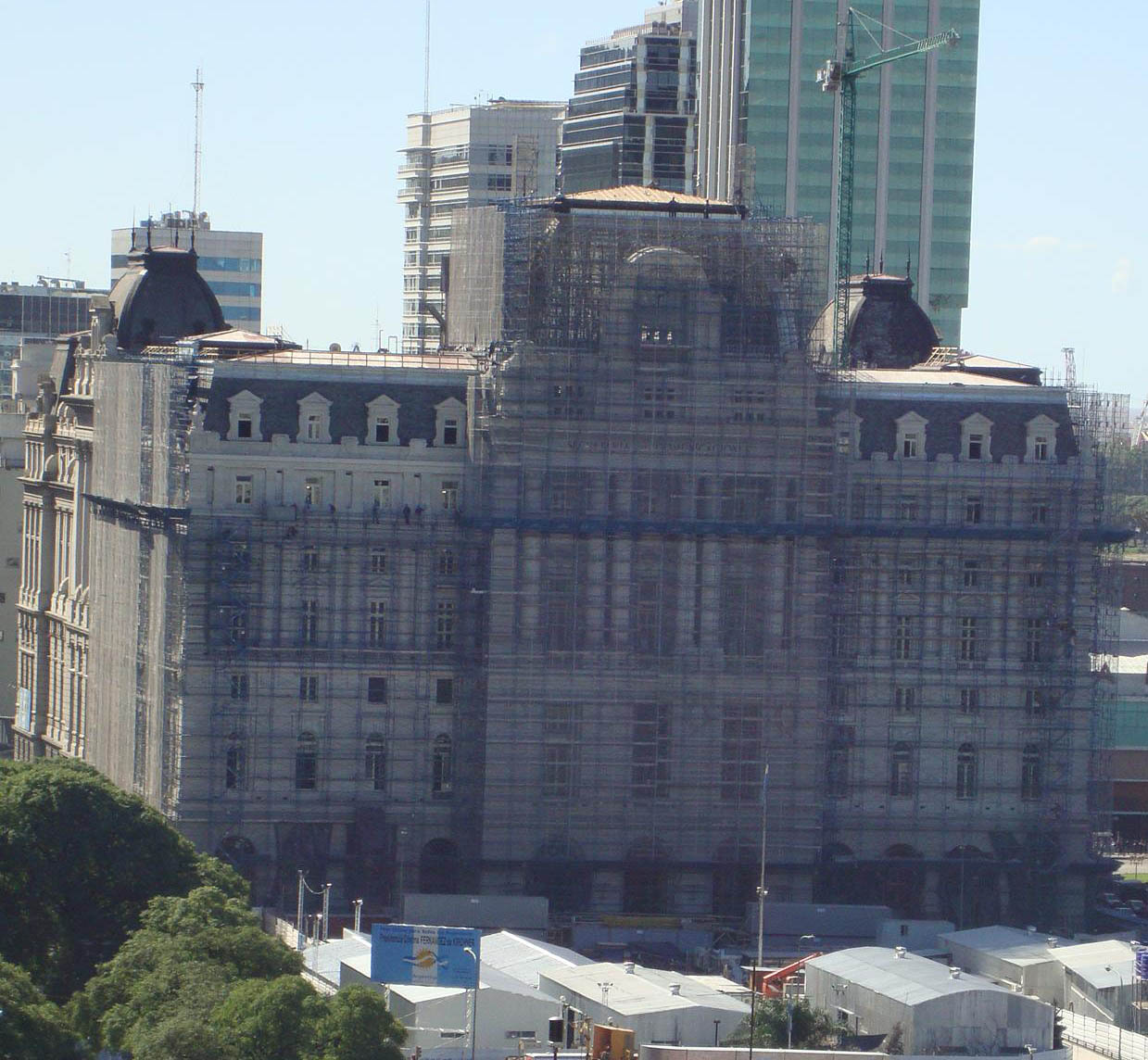
Obras del Centro Cultural del Bicentenario en abril de 2010

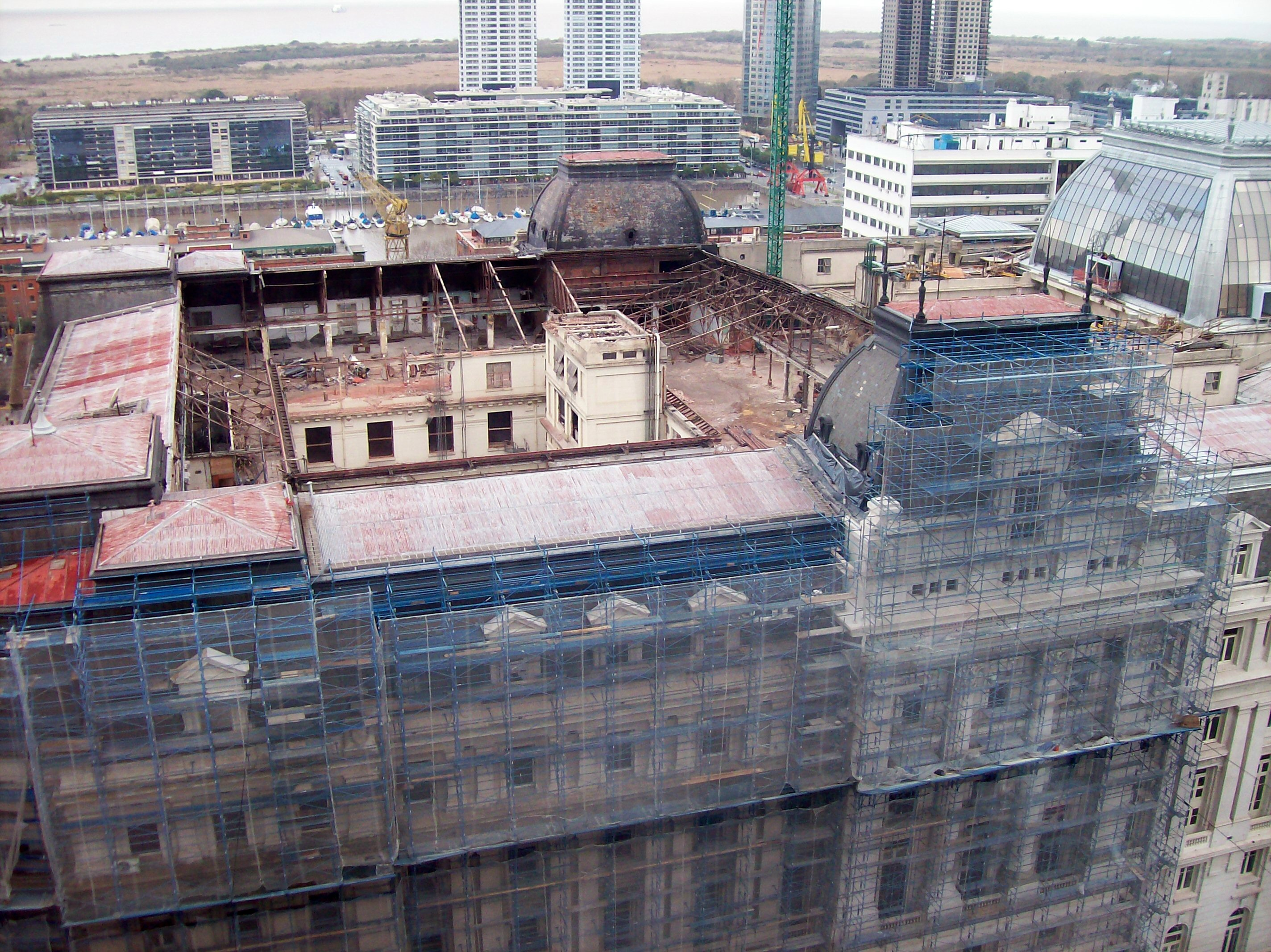
Obras de remodelación durante el año 2010

Al acercarse las conmemoraciones del Bicentenario de la Revolución de Mayo el gobierno nacional resolvió denominarlo instalar allí el «Centro Cultural del Bicentenario» y llamó, en el 2006, a un concurso internacional de anteproyectos a fin de decidir que nuevo uso darle para concretar tal propósito. En el concurso se presentaron más de 340 estudios de arquitectura de más de 20 países. El primer premio se otorgó en noviembre de ese año, por decisión unánime del jurado, a los estudios de arquitectura Bares y Asociados (B4FS), de La Plata, y Becker-Ferrari, de Buenos Aires. 
El proyecto propone la restauración, reciclaje y puesta en valor de un edificio histórico, por un lado; y la incorporación de nuevos elementos arquitectónicos, por otro. Así, la intervención sobre el edificio se divide en dos partes: el área Histórica o Ceremonial, sobre la calle Sarmiento, que recibe los procesos de restauración al igual que la fachada; y el área industrial, sobre Avenida Corrientes, que es objeto de múltiples transformaciones en su interior con el propósito de albergar amplias salas de música y exposiciones dotadas de la más alta tecnología. 
Las obras comenzaron en los primeros meses de 2010, y avanzaron rápidamente en la etapa de restauración de fachadas, transformación de la cúpula en un mirador vidriado (que no respetó el estilo anterior) y en la adaptación de la llamada "parte noble" en salas de exposiciones. En el marco de los festejos del Bicentenario de la Revolución de Mayo, la presidenta Cristina Fernández de Kirchner inauguró este primer sector del centro cultural el 24 de mayo de 2010. Se realizó una exposición temática sobre personajes históricos de la gesta emancipadora, retratados por el artista plástico Ariel Mlynarzewicz. Ese 31 de mayo, el centro cultural fue cerrado para continuar más cómodamente con los trabajos internos. 
Durante el 2012 las obras de construcción continuaron en la otra mitad del edificio que incluye los auditorios y salas de conciertos. Ese mismo año se rebautizó al como “Centro Cultural Dr. Néstor Carlos Kirchner”. Debido a la envergadura de la obra fue caratulado por algunos medios como el "Colón del Siglo XXI", la remodelación demandó un presupuesto de 1000 millones de pesos.
A comienzo del mes de mayo de 2024, el Gobierno de Nacional administrado por La Libertad Avanza, cambia formalmente el nombre del Edificio y pasa a llamarlo Palacio Libertad en tanto que el Centro Cultural pasa a tener el nombre del Presidente Domingo Faustino Sarmiento, en el mes de noviembre de 2024, mediante un Decreto de Necesidad y Urgencia (DNU) dispuso que los edificios públicos no deben ser dedicados a figuras políticas recientes, pues esto podría «confundir lo público con lo partidario».
El Centro Cultural Presidente Domingo Faustino Sarmiento cuenta con 100 mil metros cuadrados, más de diez salas de múltiples usos y una capacidad de hasta 5000 visitantes. Su inauguración tuvo lugar el 21 de mayo de 2015.

## Arquitectura

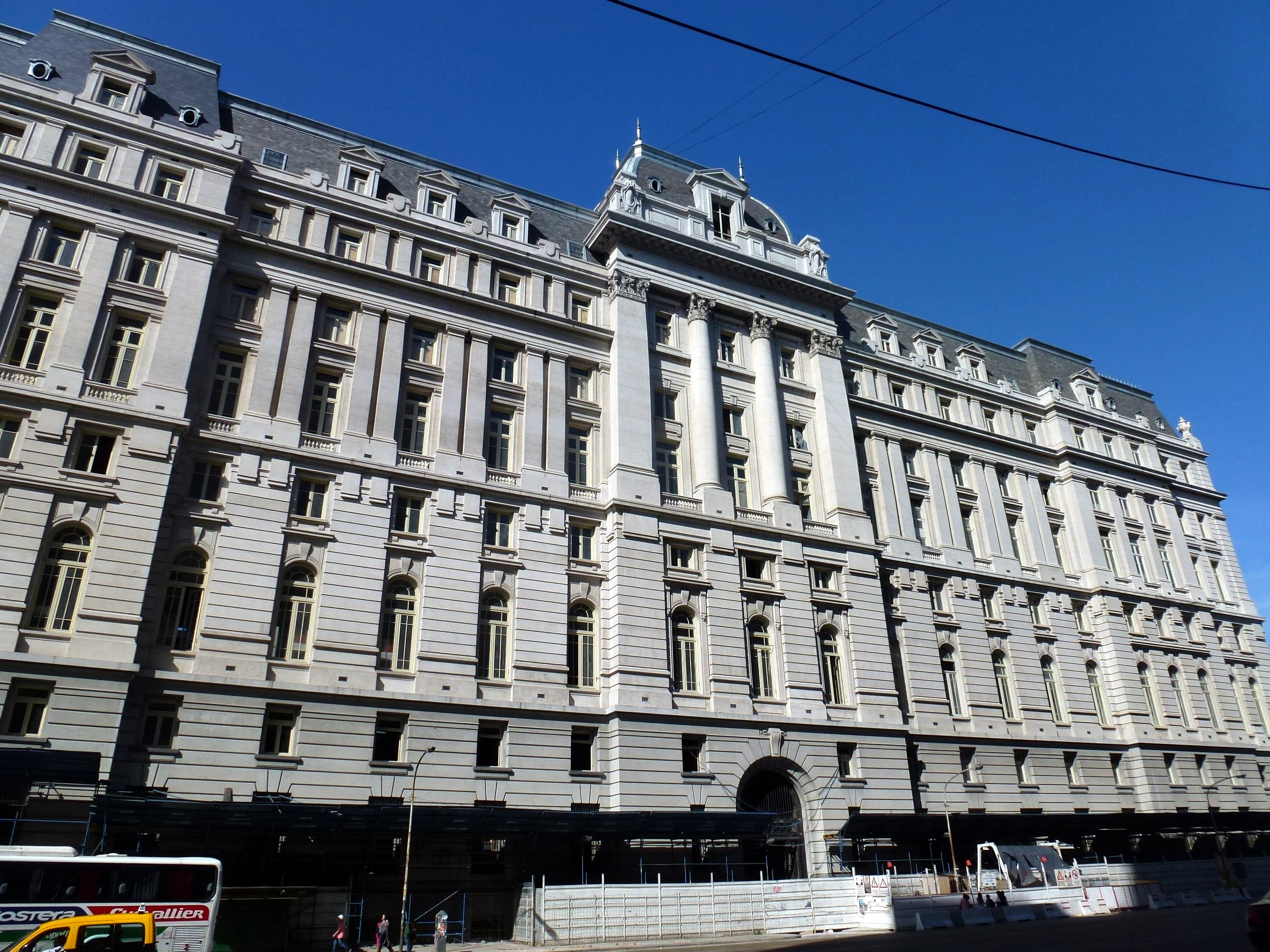
Fachada lateral a la avenida Alem

En la época en que fue planeado el Palacio de Correos, el Estado buscaba que los edificios oficiales tuvieran toda la pompa posible de manera que reflejaran el auge económico del momento. A esto se le llamaba «arquitectura de prestigio». Su estilo es de influencia francesa, según los cánones de la École des Beaux-Arts parisina, con techo a mansarda y una cúpula truncada, un cuerpo saliente en la parte central y ventanas que van desde el piso hasta el techo. Posee una espléndida fachada mirando al sur adornada con cuatro columnas monumentales y abundantes molduras onamentales, incluyendo copones sobre la cornisa. Todas sus fachadas están revestidas en símil piedra, que en su momento fue provisto por la fábrica argentina Iggam.
Está construido sobre un terreno de 12.500 m² y su superficie total edificada es de 88.050 m². Su altura es de aproximadamente 60 m. Posee 9 pisos: subsuelo, planta baja, y siete pisos altos. El arquitecto Jorge Liernur marca cómo el arquitecto Maillart eligió organizar al edificio en torno a un patio central, pero tuvo que recurrir a agregar dos patios menores para lograr ventilar la gran cantidad de oficinas que requería el Correo. Con ello, marca que el Palacio muestra “una relación poco armoniosa entre patio y masa edificada”, ya que Maillart mantenía la horizontalidad de los edificios académicos. En aquella época todavía había resistencia a la construcción de los primeros edificios en torre o rascacielos, como ideales para oficinas.
En su interior se conservan las salas originales de atención al público, esculturas (de M. Fiot, M. Chirico y otros), pinturas (de Bernaldo de Quirós, Lola Frexas y otros) y refinados cerramientos de vitraux que en 1993 fueron restaurados por la arquitecta Victoria Braunstein, mereciendo por esto el Primer Premio Nacional a la Mejor Intervención en el Patrimonio Edificado (1996).
A la entrada principal se accede por una amplia escalinata que conduce al Hall de Buzones e inmediatamente se entra a lo que fue el salón de atención al público. Este tiene una gran altura y está iluminado por la luz que entra por las claraboyas que se encuentran a la altura del 4° piso. Todas sus oficinas principales cuentan con lujosos decorados y boisserie artesanal. 
En sus inicios tenía avanzadas maquinarias para la conducción mecánica de la correspondencia que ocupaban cuatro pisos y cuya capacidad de trabajo era varias veces superior a sus necesidades. Se trataba de un sistema de avanzada que poseía una serie de tubos y cintas transportadoras por las cuales circulaba la correspondencia de manera automática. Esto hizo que en sus primeros años hubiera una gran cantidad ociosa de empleados, razón por la cual se decidió detener el funcionamiento de la maquinaria por veinte años.

### Remodelación
El proyecto del estudio B4FS para transformar al Correo Central en el nuevo Centro Cultural del Bicentenario fue organizado tratando al edificio como dos partes: el “área noble”, donde se encuentran las oficinas administrativas, los viejos salones de atención al público, las escaleras principales y lo más valioso del edificio, tanto en temas de espacio como de decoración y significado histórico; y el “área industrial”, que comprende más de la mitad del edificio original, y llega hasta el frente de la Avenida Corrientes.
Mientras se decidió restaurar íntegramente el área noble, utilizando sus espacios como salas de exposiciones, conservando el mobiliario original e interviniendo mínimamente, las fachadas fueron acondicionadas, eliminándose la vegetación y moho que crecían sobre ella y deterioraban el material, reponiendo molduras destruidas o eliminadas y tejuelas de pizarra en la deteriorada mansarda. Como intervención fuerte, la cúpula original fue desmontada, reemplazando las tejuelas de pizarra por cristales de vidrio polarizado, pero manteniendo su forma, ya que se la eligió como sala de conferencias y espectáculos y mirador urbano privilegiado, de acceso público. En el siguiente nivel bajo la cúpula, se ubicará una batería de cuatro microcines distribuidos en dos niveles, y sobre el frente la Sala Eva Perón, donde Evita atendía en tiempos de la Fundación. Un piso más abajo, el Salón de Honor que también será restaurado.
Un patio interior de aire y luz coronado por una gran claraboya funciona como fuelle interior entre el área noble y el área industrial, que fue demolida completamente, dejando solo las fachadas perimetrales y un sector mínimo de cada losa, para ubicar un gran espacio unificado de varios niveles de altura, de estilo contemporáneo y arquitectura de avanzada. En el subsuelo, la sala de cámaras a la cual se accederá desde unas escalinatas. En la planta baja, el espacio inmenso que alojará en su centro a la sala de conciertos, encerrada en una estructura sostenida sobre patas inclinadas, que fue apodada “la Ballena Azul” por los arquitectos, debido a su forma globular y su revestimiento azul. Sobre la “ballena” colgará una estructura llamada “chandelier”, sostenida por tensores del techo del edificio y tomando los últimos tres pisos de altura. Con uso extensivo de superficies vidriadas, funcionará con varios salones de exposiciones. Sobre el frente de la Avenida corrientes, utilizando parte del edificio original, estarán las salas de exposiciones permanentes.

## Plaza del Correo

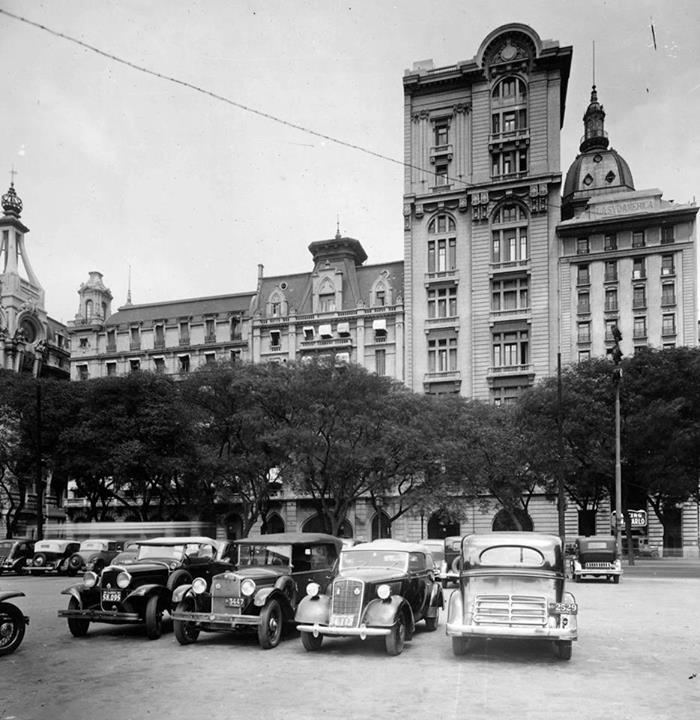
Hasta el año 1983, la plaza fue un estacionamiento público, que luego fue hecho subterráneo.

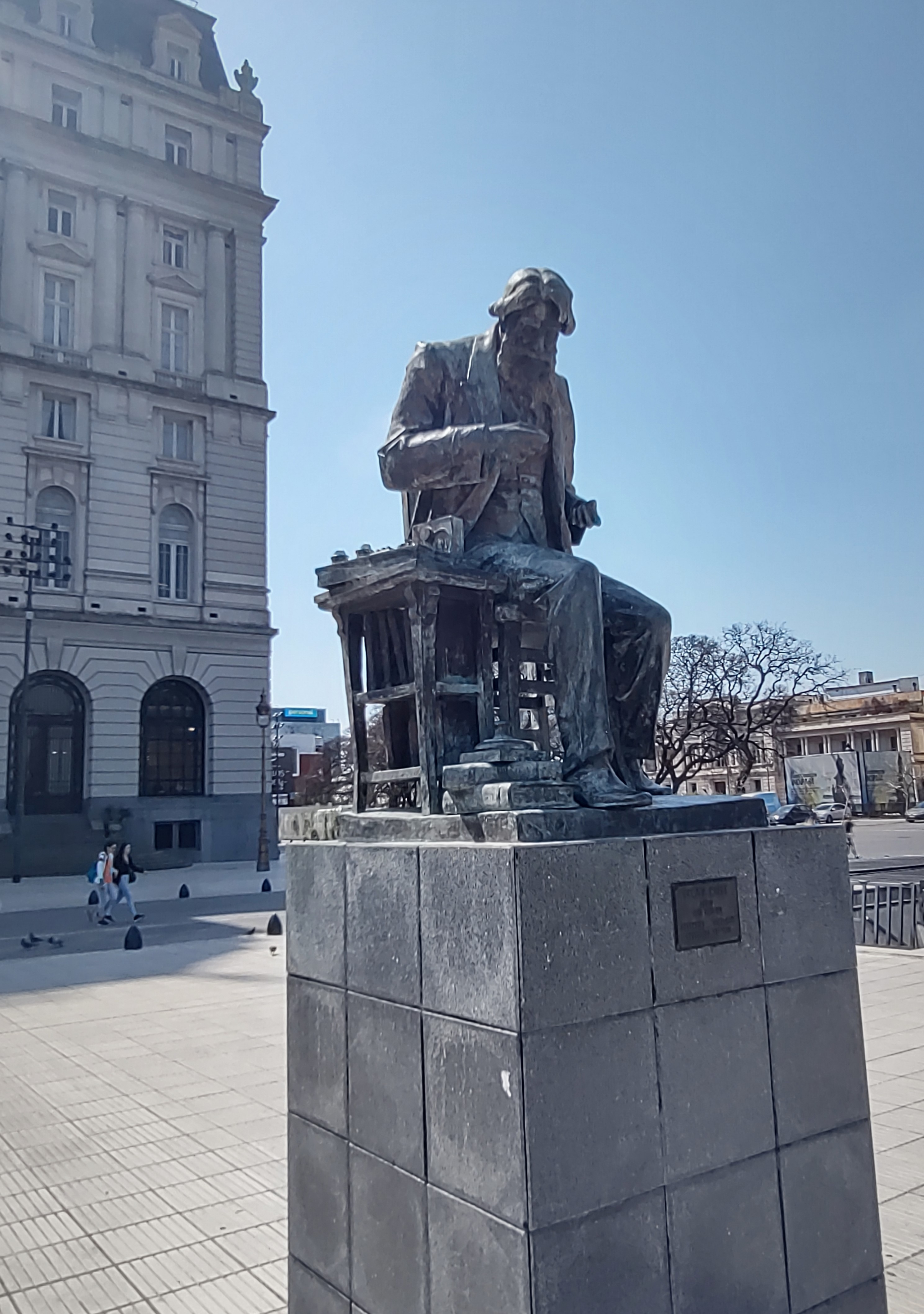
Escultura de Samuel Morse.

Para resaltar la riqueza arquitectónica del edificio del correo la Dirección de Paseos de la Comuna inauguró en 1983 (año mundial de las comunicaciones) una plaza del Correo en un solar, de 6.534 m², que queda enfrente de la entrada principal del edificio. En realidad, ya existía allí una plaza, diseñada por Charles Thays a fines del siglo XIX, que en la década de 1930 se había transformado en una playa de estacionamiento de autos y que en 1979 estuvo a punto de desaparecer debido a que se le había dado un permiso al Banco de Tokio para construir su casa central. Ante la protesta de numerosas entidades y ciudadanos ese proyecto quedó anulado y se remodeló la plaza construyéndose además un estacionamiento subterráneo para autos. Durante la remodelación para el Centro Cultural Bicentenario en 2010, la Plaza del Correo fue nuevamente cerrada al público para otro rediseño, que integró al edificio y eliminó la terminal de colectivos urbanos que se encontraba sobre la Avenida Rosales.
Sobre esa plaza se encuentran, sobre la calle de la entrada principal al Palacio, algunas esculturas relacionadas con el correo. Una de ellas fue costeada por los Telegrafistas Argentinos y Empleados del Palacio del Correo de la Capital: se trata de la escultura del belga Luis Bruninx en homenaje a Samuel Morse, inventor del telégrafo, que fue realizada en 1915 y que originalmente se hallaba en el hall central del Palacio del Correo.
Un bajorrelieve en bronce con la figura del chasqui (correo a caballo de la época de la colonia) es obra del escultor argentino Mario Rubén Chierico.
También hay una escultura denominada El Cartero, del ítalo-argentino Salvador Gurrieri, mostrando el cuerpo entero de un cartero llevando la correspondencia.
Finalmente, la escultura más grande: el Monumento a Juana Azurduy, desde septiembre de 2017. Reposa sobre una base que simboliza una pirámide inspirada en la cultura Tiahuanaco. Juana Azurduy tiene una espada en su mano izquierda, como símbolo de liberación. En su espalda tiene un bebe sostenido por un aguayo, tejido artesanal que las mujeres originarias usan para cargar a los niños. La mano derecha se extiende en un gesto de protección hacia el niño y hacia el pueblo, al igual que el poncho que la cubre, que imita los pliegues de las lanas de etnias indígenas americanas.
Además de las esculturas hay un mástil que reemplaza desde la remodelación de la plaza al erigido en 1938 por la Dirección General de Correos y Telégrafos.

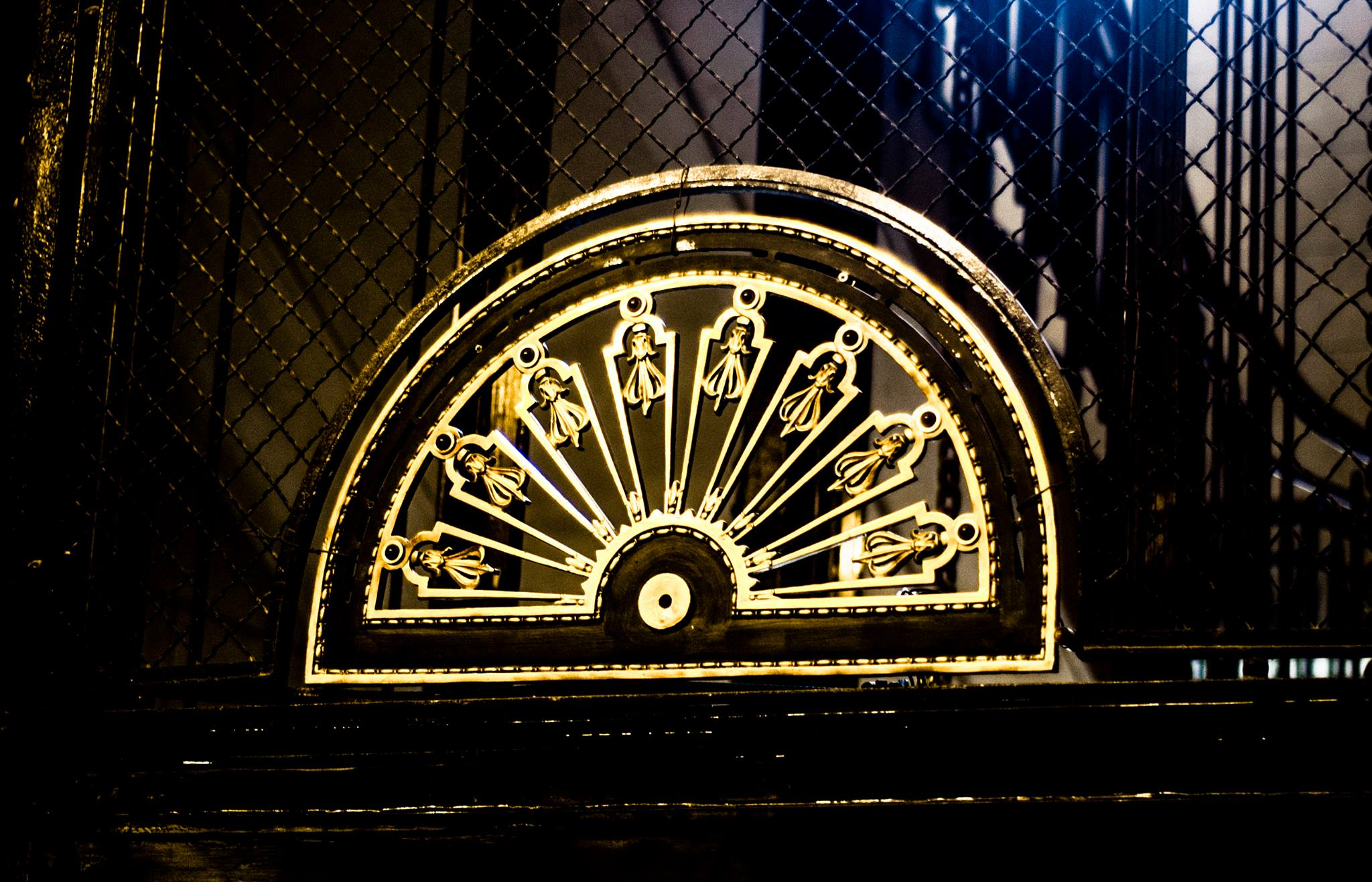
Detalle ascensor
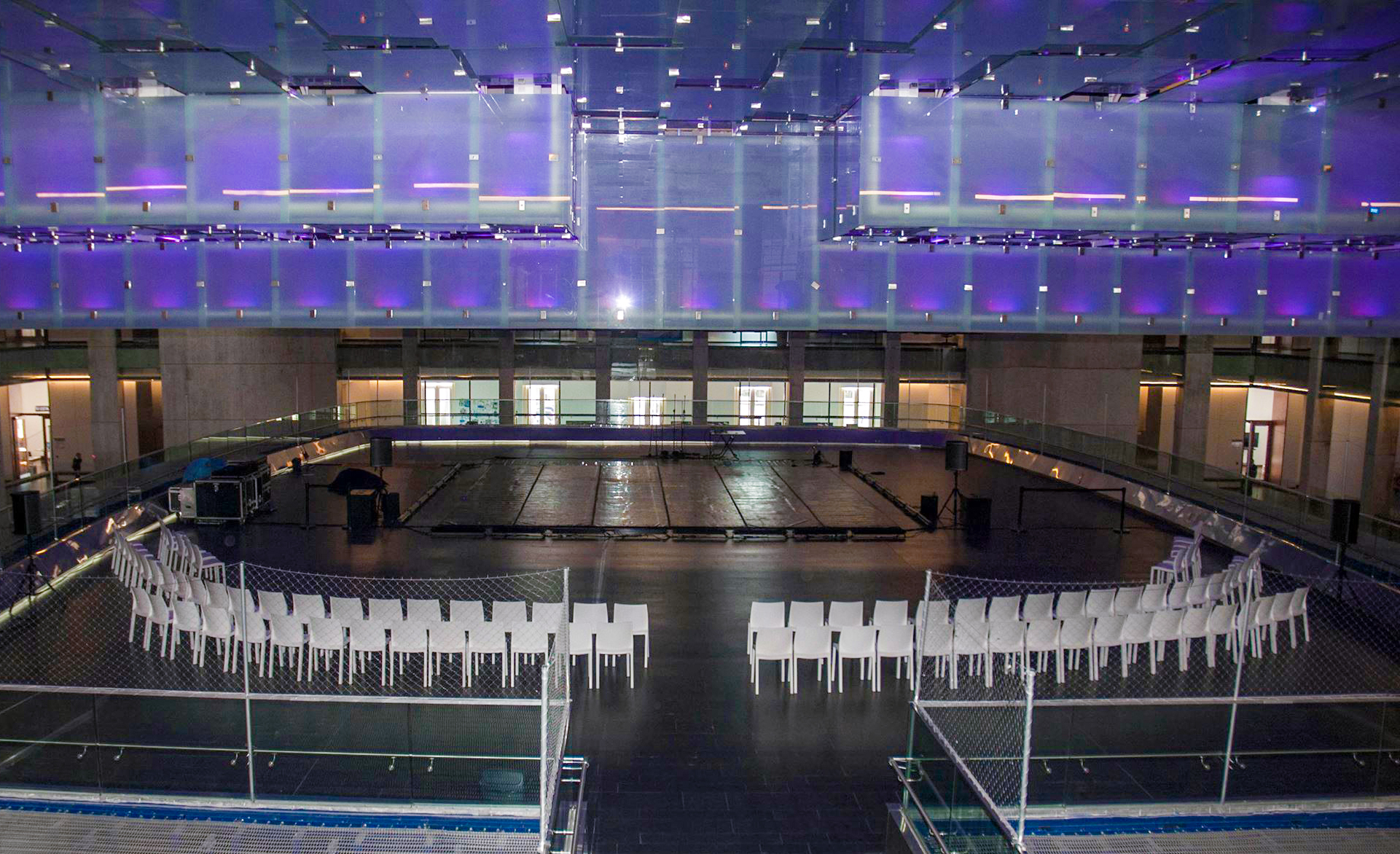
Interior del Edificio del Correo Central